# Вільгельм Фрідріх Ернст Бах
Вільгельм Фрідріх Ернст Бах (нім. Wilhelm Friedrich Ernst Bach; 24 травня 1759, Бюккебург — 25 грудня 1845, Берлін) — німецький композитор, син композитора Йоганна Крістофа Фрідріха Баха, єдиний онук Йоганна Себастьяна Баха, який здобув славу композитора. Служив музичним директором при дворі прусського короля Фрідріха Вільгельма II.

## Біографія
Навчався у свого батька, дядька, Карла Філіпа Емануеля, й іншого дядька, в Англії, Йоганна Крістіана. В Англії він провів кілька років, де став відомий як соліст та музичний педагог.
Після смерті дядька їздив в Париж і Нідерланди, потім повернувся в Німеччину, де спершу займав посаду капельмейстера в Міндені (в 1786 році), а в 1789 році був викликаний королем Вільгельмом Фрідріхом II в Берлін, де став клавесиністом королеви Фрідеріки Луїзи Гессен-Дармштадтської. Після її смерті — клавесиніст та придворний капельмейстер королеви Луїзи фон Мекленбург — Стреліц, подружжя Фрідріха Вільгельма III, та вчителем музики прусського принца.
13 серпня 1805 року вступив у берлінську масонську ложу Friedrich zu den drei Seraphim.
У 1811 році, після смерті Луїзи, пішов зі служби. Принц Генріх, брат Фрідріха Вільгельма III подарував йому довічну пенсію в розмірі 300 рейхсталерів як онукові Й. С. Баха.
Був двічі одружений. Від першого шлюбу мав двох дочок, а від другого — сина, останнього нащадка Йоганна Себастьяна Баха по чоловічій лінії, який помер в дитинстві.
На відкритті пам'ятника його дідові в Лейпцигу, 23 квітня 1843 року він зустрічався з Робертом Шуманом, який пізніше описував його як «вкрай живого старого джентльмена 84 років зі сніжно-білою шевелюрою і дуже виразовими рисами», і Феліксом Мендельсоном — Бартольді.
Помер в 1845 році, похований на Другому кладовищі при церкві Святої Софії в берлінському районі Мітте. З його смертю рід Йоганна Себастьяна Баха (пряма чоловіча лінія) перервався.

## Творчість
Його творчу спадщину становлять: клавірна музика (3 концерти для клавіру, Концерт для двох клавірів та ін.), 2 симфонії, 2 оркестрових сюїти, Дивертисмент, Секстет, Тріо-соната для двох флейт і віолончелі, пісні та кантати.
Одним з найцікавіших творів композитора є п'єса під назвою Dreyblatt F-dur для фортепіано в шість рук. Вона була написана для виконання, за задумом автора, великим чоловіком, що сидить посередині рояля, і двома мініатюрними жінками, що знаходились з боків від нього. Чоловік повинен був грати крайні голоси твору, обіймаючи руками своїх колег-жінок, які грали посередині клавіатури.

## Примітка
1. 1 2  Deutsche Nationalbibliothek Record #116025360 // Gemeinsame Normdatei — 2012—2016.
2. 1 2  Bibliothèque nationale de France BNF: платформа відкритих даних — 2011.
3. 1 2 3 4 5 6  Catalog of the German National Library
4. ↑  Find a Grave — 1996.
5. ↑  Steen, M. Bach: The Great Composers / Michael Steen. Icon Books, 2010. ISBN 978-1-84831-800-7. Архів оригіналу за 20 серпня 2016. Процитовано 26 червня 2020.